# Bělá (levostranný přítok Labe)
Bělá (též Ostrovská Bělá, německy Biela) je říčka v Ústeckém kraji a v Sasku, levý přítok Labe. Pramení v oblasti Českosaského Švýcarska na území obce Tisá v její části Ostrov. 

## Historie

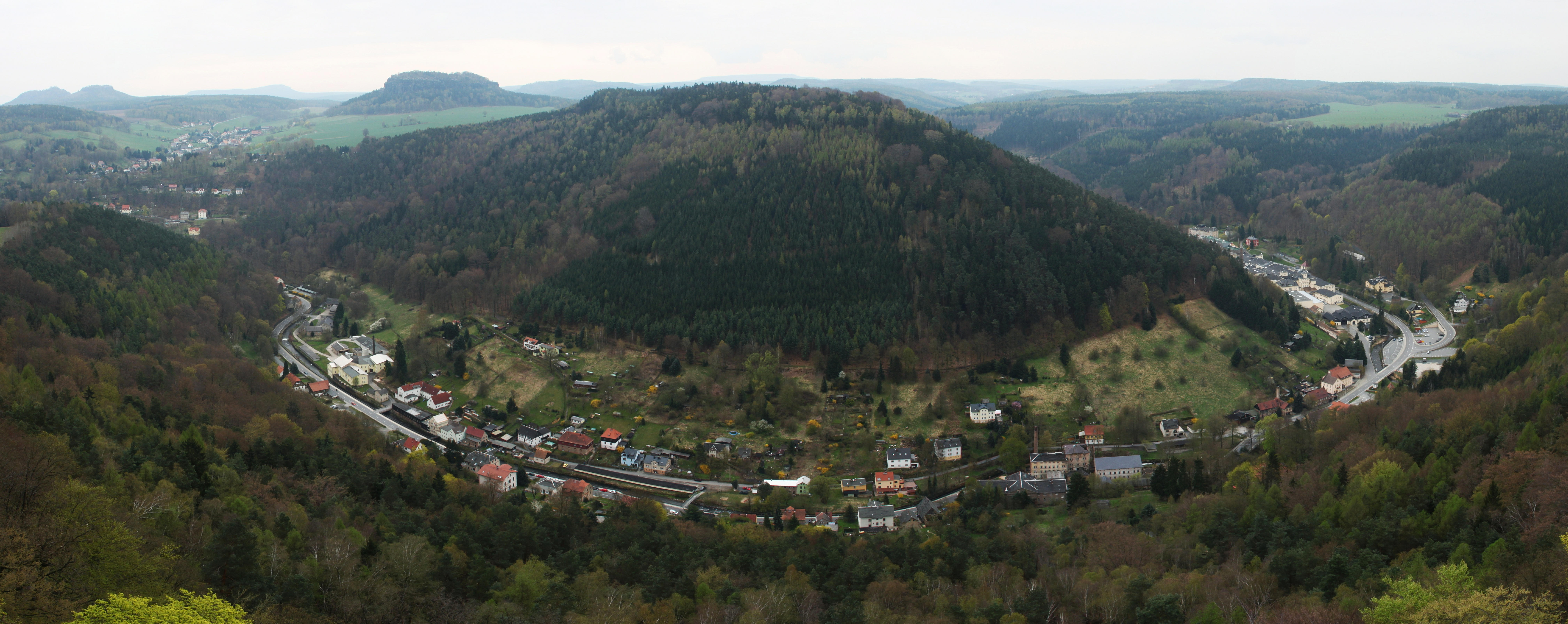
Pohled z pevnosti Königstein přes údolí Bělé na Quirl

Říčka je poprvé zmíněna jako Bělá v historických pramenech z roku 1412. Údolí Bělé bylo v minulosti mnohokrát postiženo povodněmi, jejichž příčenou bylo zvýšené množství srážek v oblasti východních Krušných hor. Například 15. listopadu 1552  při povodni  poblíž Königsteinu údajně zahynulo 107 místních obyvatel. Během povodně, k níž došlo 28. května 1617, bylo v údolí Bělé zničeno mnoho mlýnů a hamrů. Při rekordní povodni z roku 2002 byly jen v povodí Bělé na saském území způsobeny škody ve výši 24 milionů euro.

## Průběh toku
Od pramene, který se nachází jihovýchodně od úpravny vody v Ostrově, směřuje Ostrovská Bělá zhruba 1 km na sever a poté odtéká přes česko-německou státní hranici do Německa. Zhruba 1,5 km od hraničního přechodu Tisá/Bielatal-Rosenthal se do ní vlévá Sněžnický potok neboli Suchá Bělá (německy Dürre Biela), pramenící pod nedalekým Děčínským Sněžníkem. 

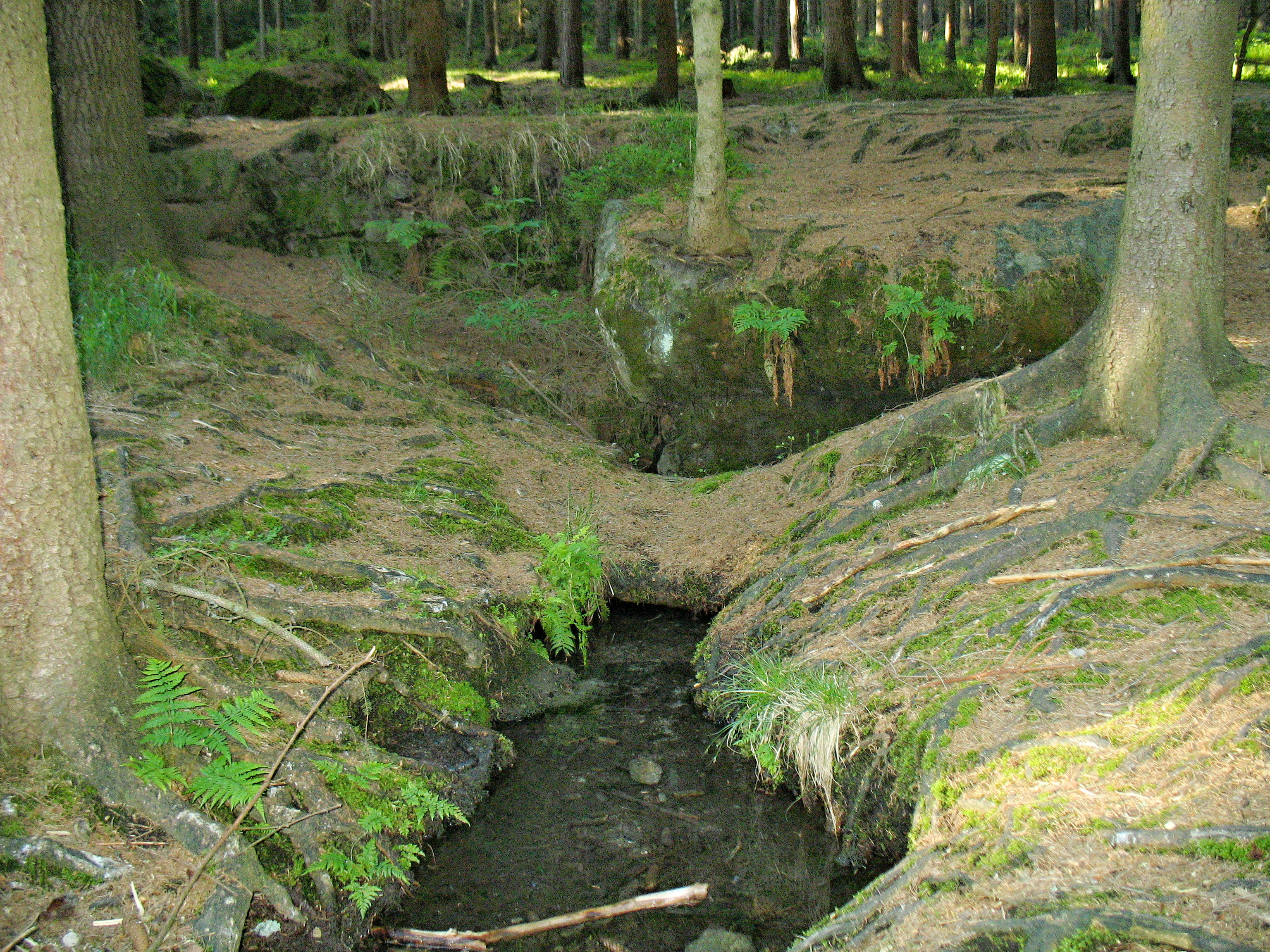
Studánka Zehrborn, pramen malého přítoku Bělé na území obce Rosenthal-Bielatal

V Sasku teče přes území obce Rosenthal-Bielatal a pak se ve městě Königstein vlévá po zhruba 17,6 kilometrech toku zleva do Labe. Její průměrný průtok u ústí dosahuje 3,92 m³/s.